# Municipios de Colombia
Los municipios de Colombia corresponden al segundo nivel de división administrativa en Colombia, que mediante agrupación conforman los departamentos. Colombia posee 1103 municipios registrados en el DANE (conteo que incluye los distritos especiales que se cuentan también como municipios).
Los municipios de Colombia poseen una cabecera municipal, centros poblados y rural disperso.
Cada municipio posee una cabecera municipal, la cual es una población que suele llevar el mismo nombre del municipio y funge como su capital. Existen aproximadamente 39 casos en los que el nombre del municipio no se corresponde con el de su cabecera (véase municipios heteronominales de Colombia).
De acuerdo con el artículo 311 de Constitución de 1991 y la Ley 136 de 2 de junio de 1994, es la entidad territorial fundamental de la división político-administrativa del Estado, con autonomía política, fiscal y administrativa dentro de los límites que le señalen la Constitución y las leyes de la República.

## Historia
En las constituciones de 1811, 1832 y 1843, así como en las constituciones de la Gran Colombia, el territorio de la Nueva Granada (hoy Colombia) se dividía en cantones, que se agrupaban en provincias. En la de 1853 los cantones fueron abolidos, por lo que el territorio nacional de la Nueva Granada quedó dividido en las sub-entidades que antes conformaban los cantones, es decir en distritos parroquiales. En la constitución federal de 1858 los estados colombianos, sustitutos de las provincias neogranadinas, siguieron divididos en distritos pero ya no de carácter parroquial sino municipal.
Luego, con la constitución centralista de 1886, que trasformó los estados en departamentos, estos últimos fueron subdivididos en provincias y estas en distritos municipales. No fue sino hasta las reformas de 1905 y 1910 que estos distritos se denominaron oficialmente municipios con el carácter territorial que poseen hoy; con la creación del Distrito Especial de Bogotá en 1954 el término distrito municipal fue abandonado completamente.
Sin embargo el término distrito resurgió con la promulgación de la constitución de 1991, por medio de la cual fueron creados varios distritos con el fin de diferenciar a un municipio de sus aledaños por su importancia en aspectos como la economía, el turismo, la historia, la industria, etc.

## Régimen administrativo
Cada municipio tiene su propia organización territorial y administrativa.
El poder ejecutivo está a cargo de un alcalde, el cual es elegido por voto popular desde 1988, y que ejerce por un período de 4 años a partir de 2004. El alcalde nombra un gabinete compuesto por sus secretarios.
También existe un órgano coadministrador colegiado, llamado concejo municipal. Se trata de una corporación pública encargada de expedir acuerdos municipales, por los cuales se autorizan actuaciones del alcalde municipal o se reglamentan asuntos autorizados por la leyes nacionales. El concejo municipal elegido por voto popular para el mismo período que el alcalde. Los concejos cuentan entre 7 y 21 concejales de acuerdo a la población del municipio. Es de aclarar que se trata de un órgano Administrativo y no de tipo legislativo, toda vez que la función legislativa en Colombia está centralizada en el Congreso de la República, y los acuerdos que expide el consejo son actos administrativos.
El poder judicial es autónomo del ejecutivo y está representado por los juzgados municipales.
Los distritos tienen una organización similar.

### Distritos

Tipología del segundo nivel de división administrativa de Colombia (municipios, distritos y áreas no municipalizadas).

Los distritos son municipios que tienen una o varias características que las destaca o diferencia de entre los municipios circundantes, como puede ser su importancia política, comercial, histórica, turística, cultural, industrial, ambiental, portuaria o fronteriza. Colombia posee once distritos reconocidos: Bogotá, Barrancabermeja, Barranquilla, Buenaventura, Cali, Cartagena de Indias, Medellín, Mompox, Riohacha, Santa Marta, Tumaco y Turbo.
Los distritos se divide en localidades, en la que puede contener barrios, veredas o centros poblados.

#### Bogotá, Distrito Capital
Los distritos antes mencionados hace parte de sus respectivos departamentos, mientras que Bogotá posee una relación especial con el departamento de Cundinamarca, pues este último no ejerce autoridad sobre el Distrito Capital, con lo cual Bogotá es una entidad de primer orden siendo autónoma e independiente del departamento. Los tribunales de Bogotá y Cundinamarca tienen jurisdicción sobre Bogotá, mas no así el gobernador ni la asamblea.

## Categoría municipal
Antes del 31 de octubre de cada año, los alcaldes deben emitir un decreto para establecer la categoría en la que se clasificará el municipio o distrito para el año siguiente. Luego, el Contador General de la Nación debe fijarla en el mes de noviembre. 
La ley no hace diferencia entre municipio o distrito. Para ambos casos, indica que se debe considerar la población, los ingresos corrientes de libre destinación y la situación geográfica. (artículo 6 de la ley 136 de 1994 modificado por el artículo 153 del Decreto 2106 de 2019).
Las categorías se dividen en 3 grupos:
- Grandes municipios: categoría especial y primera categoría.
- Municipios intermedios: segunda, tercera y cuarta categoría.
- Municipios básicos: quinta y sexta categoría.

| Categoría   | Población | Población   | ICLD EN SMMLV* | ICLD EN SMMLV* |
| Categoría   | de        | a           | de             | a              |
| ----------- | --------- | ----------- | -------------- | -------------- |
| Especial    | 500.001   | 999.999.999 | 400.001        | 999.999.999    |
| Primera (1) | 100.001   | 500.000     | 100.001        | 400.000        |
| Segunda (2) | 50.001    | 100.000     | 50.001         | 100.000        |
| Tercera (3) | 30.001    | 50.000      | 30.001         | 50.000         |
| Cuarta (4)  | 20.001    | 30.000      | 25.001         | 30.000         |
| Quinta (5)  | 10.001    | 20.000      | 15.001         | 25.000         |
| Sexta (6)   | 0         | 10.000      | 0              | 15.000         |

## Registro de municipios y estadísticas
La Ley 1551 de 2012 en su artículo 11, dice que: «El DANE llevará un registro sobre los municipios que se creen. Para tal efecto, el Gobernador del respectivo departamento, una vez sea surtido el trámite de creación de un municipio, remitirá copia de la ordenanza y sus anexos al DANE y al Ministerio del Interior».
Por tanto, basado en los datos de la DANE, que por medio de la Divipola (estándar nacional que codifica y lista las entidades territoriales a saber) registra 1103 municipios.
Los últimos municipios creados fueron:
- Guachené en el departamento del Cauca (diciembre de 2006).[11]
- San José de Uré y Tuchín en el departamento de Córdoba (abril de 2007).[12]
- Norosí  en el departamento de Bolívar (diciembre de 2007).[13]
- Barrancominas en el departamento de Guainía (julio de 2019)[14]
- Nuevo Belén de Bajirá, en el departamento de Chocó (diciembre de 2022).[15]

Municipios y áreas no municipalizadas de Colombia (2022). Nótese la mayor concentración de divisiones en el centro y noroeste del país que en las zonas de llanos y selva amazónica.

| Departamento             | Municipios | Áreas no municipalizadas |
| ------------------------ | ---------- | ------------------------ |
| Amazonas                 | 2          | 9                        |
| Antioquia                | 125        |                          |
| Arauca                   | 7          |                          |
| Atlántico                | 23         |                          |
| Bolívar                  | 46         |                          |
| Boyacá                   | 123        |                          |
| Caldas                   | 27         |                          |
| Caquetá                  | 16         |                          |
| Casanare                 | 19         |                          |
| Cauca                    | 42         |                          |
| Cesar                    | 25         |                          |
| Chocó                    | 31         |                          |
| Córdoba                  | 30         |                          |
| Cundinamarca             | 116        |                          |
| Guainía                  | 2          | 6                        |
| Guaviare                 | 4          |                          |
| Huila                    | 37         |                          |
| La Guajira               | 15         |                          |
| Magdalena                | 30         |                          |
| Meta                     | 29         |                          |
| Nariño                   | 64         |                          |
| Norte de Santander       | 40         |                          |
| Putumayo                 | 13         |                          |
| Quindío                  | 12         |                          |
| Risaralda                | 14         |                          |
| San Andrés y Providencia | 1          | 1                        |
| Santander                | 87         |                          |
| Sucre                    | 26         |                          |
| Tolima                   | 47         |                          |
| Valle del Cauca          | 42         |                          |
| Vaupés                   | 3          | 3                        |
| Vichada                  | 4          |                          |
| Bogotá, Distrito Capital | 1          |                          |

### Estadísticas
- Municipio más grande: Cumaribo en el Vichada, con 65 193 km².
- Municipio más pequeño: Sabaneta en Antioquia, con 15 km².
- Municipio más poblado: Bogotá en el Distrito Capital, con 7 901 653 habitantes.
- Municipio menos poblado: Sativasur en Boyacá, con 1 127 habitantes.
- Entidad con mayor cantidad de municipios: Antioquia, con 125.
- Entidad con menor cantidad de municipios: San Andrés y Providencia, con 1 respectivamente.
- Promedio de municipios por entidad nacional: 33.
- En el departamento de Putumayo, el municipio de Puerto Asís supera en población a su capital departamental. Siendo el único con este caso a nivel nacional.
- Hay áreas no municipalizadas más pobladas que varios municipios de Boyacá, Cundinamarca y Santander.
- Cabecera municipal menos poblada: Jordán en Santander con 54 habitantes.

## Creación y fusión de municipios

### Requisitos para la creación de un municipio
Los requisitos que una población debe cumplir para ser erigido en municipios son los siguientes, según las leyes 136 de 1994, 177 de 1994, 617 de 2000 y 1551 de 2012:
1. El área del municipio propuesto tenga identidad, atendidas las características naturales, sociales, económicas y culturales.
2. El territorio debe contar por lo menos con veinticinco mil (25 000) habitantes, y el municipio o municipios de los cuales se pretende segregar no disminuya su población por debajo de este límite señalado, según certificación del DANE. Así mismo, el nuevo municipio no podrá sustraer más de un tercio del área territorial de otro municipio del que desee segregarse.
3. El municipio propuesto debe garantizar ingresos corrientes de libre destinación anuales equivalentes a veinte mil (20 000) salarios mínimos mensuales vigentes, durante un período no inferior a cuatro (4) años.
4. Un estudio de conveniencia económica y social de la iniciativa y de viabilidad, elaborado por el órgano de planeación departamental.

Si el nuevo municipio cumple dichos requisitos, se pasa entonces a declararlo siguiendo los pasos:
- Obtener un concepto favorable del órgano departamental de planeación sobre la conveniencia económica y social de crear el municipio.
- Presentar un proyecto de ordenanza en la Asamblea Departamental respectiva.
- Aprobadas la ordenanza y el referendo, el gobernador del departamento debe informar a Planeación Nacional para que destine recursos del Sistema General de Transferencias durante los meses iniciales.
- En las primeras semanas los destina del presupuesto departamental.
- En decretos especiales debe convocar a elecciones para alcalde y concejo y, de ser necesario, nombrar un mandatario interino.

Cabe anotar que si se pretende crear un nuevo municipio en territorio en jurisdicción de un distrito especial, le corresponde a las comisiones especiales de seguimiento al proceso de descentralización y ordenamiento territorial del Senado de la República y de la Cámara de Representantes, la determinación o modificación de límites de los distritos distintos al distrito capital de Bogotá, así como la solución de conflictos limítrofes entre un distrito y un municipio.

### Fusión de municipios
La fusión de municipios es una medida administrativa orientada a garantizar la sostenibilidad fiscal y territorial de las entidades locales. Puede aplicarse por diversas razones, como la conurbación de cabeceras municipales o la superposición total de territorios entre municipios. Sin embargo, el motivo más frecuente es el incumplimiento del mínimo poblacional exigido por la legislación vigente, junto con desequilibrios financieros que afectan su viabilidad institucional, como el exceso en los límites de gastos de funcionamiento establecidos por la Ley 617 de 2000.
En estos casos, las asambleas departamentales pueden suprimir el municipio afectado y anexar su territorio a otro colindante. Esta decisión conlleva la redistribución proporcional de activos, pasivos y contingencias, según la población y el origen de los recursos. Los concejos municipales suprimidos pueden ser reconfigurados como Juntas Administradoras Locales (JAL), dentro del correspondiente nivel administrativo territorial del municipio receptor.

## Otro tipo de segundo nivel de división administrativa

### Áreas no municipalizadas
Las áreas no municipalizadas son una forma atípica de organización territorial que prevalece en algunos departamentos que antes eran intendencias y comisarías. Estas áreas corresponden a determinados centros poblados que junto a sus alrededores no pertenecen a ninguno de los municipios ya existentes, al contrario de los corregimientos cuya jurisdicción territorial está supedita a un municipio.
Las áreas no municipalizadas están coordinadas por la asamblea departamental y administradas por un corregidor designado por el gobernador del departamento al que pertenecen. A pesar de que la constitución política de 1991 no contempla esta figura, se encuentra reglamentadas por decreto presidencial. Actualmente existen 19 áreas no municipalizadas en todo el país.

## Esquemas asociativos territoriales

### Áreas metropolitanas
Un área metropolitana es, de acuerdo al decreto 3104 de 1979 y el artículo 1 de la ley 128 de 1994, una entidad administrativa y territorial formada por un conjunto de dos o más municipios integrados alrededor de un municipio que sirve de núcleo o metrópoli. Debido a que estas entidades están vinculados entre sí por estrechas relaciones de orden físico, económico y social, por lo cual se requiere una administración coordinada para la programación de su desarrollo y la racional prestación de sus servicios públicos. En Colombia han sido configuradas y/o reconocidas unas 7 áreas metropolitanas.